# Straja (Cojocna), Cluj
Straja este un sat în comuna Cojocna din județul Cluj, Transilvania, România.
Localitatea actuală nu apare pe Harta Iosefină a Transilvaniei din 1769-1773 (Sectio 096). 